# ヴァイオリン製作家
ヴァイオリン製作家（ヴァイオリンせいさくか、英: violin maker）は、弦楽器の内、専らヴァイオリン属（ヴァイオリン、ヴィオラ、チェロ、コントラバス）を、量産ではなく手作業で製作をしそれを生業としている者。
弦楽器製作者の事をイタリアでは、リュータイオ(伊: liutaio)と言う。リュータイオの元来の意味はリュートの職人であり、古い時代では弦楽器と言えばリュートだった事の名残である。現在では、弦楽器製作は専門化が進み、主にギター、マンドリンなどの撥弦楽器を作るギター製作家や、少数ではあるが、ガンバ類、チェンバロ、ハープ等の製作を生業にする作者も存在する。
主にヴァイオリン属を製作するのがヴァイオリン製作家ではあるが、コントラバスについては純粋なヴァイオリン属ではない事もあり、製作しない作家が多数である。しかしながら、専らコントラバスを作る職人はバイオリンを作る事も厭わないという者が多数である。

## 主なヴァイオリン製作家

### オールド楽器に分類される製作家たち（〜18世紀末頃）
製作当時は、全てバロック楽器だったが１８世紀末ごろからのモダン仕様の普及に伴い、専らモダン仕様に改良された楽器の製作家たち。
- アンドレア・アマーティ(1505-1579)
- アントニオ・アマーティ(1540-1640)
- ジローラモ・アマーティ(1561-1630)
- ニコロ・アマーティ(1596-1684)
- ヤコブ・シュタイナー(1621-1683)
- ジャコモ・ジェンナロ(w.1640-1655)
- フランチェスコ・ルジェッリ(1626-1698)
- サント・セラフィン(1650-1728)
- ジョバンニ・バッティスタ・グランチーノ(w.1680-1710)
- ドメニコ・モンタニャーナ(1683-1760)
- アンドレア・グァルネリ(1626-1698)
- ピエトロ・ジョバンニ・グァルネリ(1655-1720)通称：マントヴァのピエトロ・グァルネリ
- ピエトロ・グァルネリ(1695-1762)通称：ヴェネツィアのピエトロ・ガルネリ
- バルトロメオ・ジュゼッペ・グァルネリ(1698-1744)通称：グァルネリ・デル・ジェズ
- アントニオ・ストラディヴァリ(1644-1737)
- オモボノ・ストラディバリ(1679-1742)
- フランチェスコ・ストラディバリ(1671-1743)
- アレッサンドロ・ガリアーノ(1640-1730)
- カルロ・ベルゴンツィ(1683-1747)
- ロレンツォ・ストリオーニ(1751-1802)
- ジョバンニ・バッティスタ・チェルーティ(1755-1817)
- カルロ・ジュゼッペ・テストーレ(1660-1738)
- カルロ・アントニオ・テストーレ(1687-1765)
- パオロ・アントニオ・テストーレ(1690-1760)
- ロレンツォ・グァダニーニ(1675-1760)
- ジョバンニ・バッティスタ・グァダニーニ(1711-1786)
- ジュゼッペ・グァダニーニ(1736-1836)
- ガエタノ・グァダニーニ(1745-1831)
- ロレンツォ・グァダニーニ(1753-1793)
- マッテオ・ゴフリラー(1659-1742)
- フランチェスコ・ゴベッティ(w.1690-1749)
- ガスパロ・ディ・ベルトロッティ(1542-1609)通称：ガスパロ・ダ・サロ
- ジョバンニ・パオロ・マッジーニ(1580-1630)
- マティアス・クロッツ(1656-1743)
- ヨハン・ゲオルグ・リッポールド(1737-1824)

### モダン楽器に分類される製作家たち（19世紀）
1780年前後ごろからイタリア・フランスでモダン仕様の取り組みがなされ、フランス市民革命後のパリから現在のモダン仕様の楽器(パリジャン仕様)の普及が進んだ。この草分けから戦前に製作を始めた製作家たち。
- ニコラス・リュポー(1758-1824)
- ジャン＝バティスト・ヴィヨーム(1798-1875) 　※1).自身の製作は100挺ほどと見られる。(1820年以降に多くの製作家と契約し、ヴィヨームラベルの楽器(学習用含む)を量産した者。専らはディーラー、元始的Manufactured(工場製手工業)楽器の草分け。)
- ジョバンニ・フランチェスコ・プレッセンダ(w.1777-1854)
- アンニバル・ファニョーラ(1866-1939)
- ジュゼッペ・アントニオ・チェルーティ(1785–1860)
- エンリコ・チェルーティ(1808-1883)
- ガエタノ・アントニアッツィ(1825-1897)
- レアンドロ・ビジャッキ(1864-1945)　※2).自身の製作の傍ら、のちにヴィヨームの事業モデルを用いて楽器を量産した者、専らはディーラー。
- ガエタノ・ズガラボット(1878-1959)
- ピエトロ・ズガラボット(1903-1990)
- イジーノ・ズデルチ(1884-1983)
- ジュゼッペ・オルナーティ(1887-1965)
- フェルディナンド・ガリンベルティ(1894-1982)
- セスト・ロッキ(1909-1991)
- ラファエレ・フィオリーニ(1828-1898)
- ジュゼッペ・フィオリーニ(1861-1934)
- アンサルド・ポッジ(1893-1984)
- ガエタノ・ポッラストリ(1886-1960)
- オテッロ・ビニャーミ(1914-1989)
- ステファノ・スカランペラ(1843-1925)
- ガエタノ・ガッダ(1900–1956)
- マリノ・カピッキオーニ(1895-1977)
- マリオ・カピッキオーニ(1926-       )
- シモーネ・フェルナンド・サッコーニ(1895-1973)
- 鈴木政吉（1855-1944） ※３).自身の300挺ほどの楽器を手工製作し販売・譲渡したと考えられる。

### コンテンポラリー（おおよそ戦後～現代）
戦後に製作を始めた製作家たち。
- ジャンカルロ・グチャルディ(1940-)
- マリオ・ガッダ（1931-2008）
- レナート・スクロッラベッザ（1927-2019）
- ルカ・プリモン（1952-2017）
- フランチェスコ・ビッソロッティ（1929-2019）
- ジョ・バッタ・モラッシ（1934-2018）
- ステファノ・コーニャ（1946-）
- ジョルジョ・チェ（1948-2017）
- ジョルジョ・スコラーリ（1952-）
- ブルース・カールソン (w.1974-)
- プリモ・ピストーニ（1957-）
- アレッサンドロ・ボルティーニ（1957-）
- マッシモ・ネグローニ（1959-）
- ニコラ・ラッザーリ（1961-）
- マルチェッロ・イーヴェ（1962-）
- マルコ・イーメル・ピッチノッティ（1962-）
- サンドロ・アジナリ（1969-）
- 無量塔蔵六（1927-2020）
- 井筒信一（1936-）

## 教育
フランスでは以下の国家資格となっている。
- 資格レベルIII - DMA Lutherie
- 資格レベルV - 職業適性証（CAP） Lutherie